# Алтайський державний педагогічний університет
Алтайський державний педагогічний університет  (російською: Алтайский государственный педагогический университет) — вищий навчальний заклад в м. Барнаул Російської Федерації.

## Минуле
Заснований 1 вересня 1933 р. як Барнаульський учительський інститут, який в 1941 р. був перетворений в педагогічний інститут, а в 1993 р. — в університет. В 2008 р. Барнаульський державний педагогічний університет став академією, а в 2014 р. знову отримав статус університету.
Перший випуск Барнаульського вчительського інституту відбувся у 1935 році. Його закінчили 17 істориків, 22  мовника, 30  фізиків-математиків.
Початок 1936 року був відмічений випуском 45 вчителів хімії і біології. До 1947 року 720 вчителів стали випускниками денного відділення інституту, заочне відділення підготувало 409 чол. До цих даних варто додати і 39 вчителів, які отримали вищу освіту в вечірньому педінституті.
Більшість викладачів нового ВНЗ були невтомними трудівниками, зокрема перший ректор Олексій Павлович Щекотинський. Уроженець Павловського району Алтайського краю, після громадянської війни він працював спочатку сільським вчителем, а потім директором Барнаульського педагогічного технікуму. Закінчив курси при академії комуністичного виховання, при допомозі Н.К.Крупської став керівником вчительського інституту. Первісно в інституті було 6 спеціальних кафедр: фізики і математики (зав. І.Г. Соколов), мови і літератури (зав. П.Ф.Русанов), хімії (зав. П.М. Іванов), історії (зав. М.Я. Іванов), марксистсько-ленінської філософії (зав. А.П. Юферов), педагогіки (зав. О.А.Шестакова).

### Репресії 1937-39 рр.
В 1937-39 гг. багато співробітників було репресовано, зокрема Юферов Андрій Петрович і Козир Федосій Сидорович.
В 1983 році внз був нагороджений орденом Трудового Червоного Прапора.